# Werner Bormann
Werner Bormann (Berlino, 27 ottobre 1931 – Amburgo, 16 maggio 2013) è stato un economista ed esperantista tedesco.
È membro ed ex-presidente dell'Akademio de Esperanto dal 1995 al 1998 e professore ordinario dell'Accademia Internazionale delle Scienze San Marino. Nel 1970 è stato eletto nel Consiglio Direttivo dell'UEA, carica mantenuta per 28 anni. È presidente della Fondazione FAME.

## Pubblicazioni
- Bona Ŝanco (1971)
- Internacia ekonomia diskriminacio, in Diskriminacio, Rotterdam, 1985
- Konjunkturpolitiko (Inter senlaboreco kaj inflacio), Amburgo, 1989
- Entrepreno (Entreprenistaj strategioj, Priskribo de la entrepreno), Amburgo, 1991
- Trafiko (La merkato de la trafikservoj), Amburgo, 1992
- Mondkomerco kaj lingvo, Amburgo, 1993
- Por plurlingveco de Eŭropo - Disputo pri argumentoj (in tedesco ed esperanto), con Helmar Frank, Institut für Kybernetik, Berlino/Paderborn, 1994